# Oliver Rowland
Oliver Eric Rowland (Sheffield, 1992. augusztus 10. –) brit autóversenyző, a Formula–E-ben versenyez a Nissan Formula E Team színeiben.

## Pályafutása

### Gokart
7 éves korában kezdett gokartozni. 2005-ben a JICA Class Series-be szerződött, ahol az év végi összesítésben második helyen zárt Will Stevens mögött.

### Formula Renault
Rowland 2010-ben hagyta abba a gokartozást és szerződött a Formula Renault UK Winter Series-be a CRS Racing-gel. Itt került szponzori kapcsolatba a Racing Steps Foundationnal. Jól szerepelt a szezonban, majd a szezonzárón megszerezte első győzelmét.
2011-re a Fortec Motorsport-hoz szerződött. Azután, hogy a Donington Parkban dobogóra állt, még egymás után négyszer állhatott fel a dobogó legalsó fokára. Az szezon utolsó 7 versenye nagyon jól sikerült. 3 pole-pozíciót szerzett, 4-szer futotta meg a leggyorsabb kört, 4 győzelmet és 3 második helyet szerzett. Az erős szezonzárás következtében a bajnokság második helyén végzett, csapattársa, Alex Lynn mögött. Több győzelmének köszönhetően szerezte meg a második helyet, a pontegyenlőséggel vele záró, Tio Ellinasszal szemben.
Az egész éves teljesítménye miatt jelölték a McLaren Autosport BRDC díjra. Végül őt nevezték meg győztesként. A 100 000 fontos pénzdíjazás mellett nyert egy Formula–1-es tesztet is a McLaren-nel. Ez vezette őt a Formula Renault 2.0-ba, ahol a bajnokságban második lett.

### Formula Renault 3.5
Rowland 2013 júniusában írt alá a Fortec Motorsporthoz, ahol a 2014-es debütáló szezonjában, két győzelemmel a negyedik helyen zárt.
2015-re maradt a csapatnál és az utolsó előtti futamon bebiztosította a bajnoki címet.

### GP2
A 2015–ös szezonban több futamon is rajthoz áll, először az MP Motorsporttal, később a Status Grand Prix pilótájaként. 2016-ra már az egész szezonra kiterjedő szerződést írt alá az MP Motorsporttal.

### Formula–2
A 2017-es szezon már FIA Formula–2 bajnokság néven indult. Egy évre szerződést írt alá a DAMS csapatával. A 11 fordulóból 15-ön pontot szerzett, 10 versenyen dobogóra állt (mivel egy versenyhétvége 2 futamból áll) és 2 győzelmet aratott. Összetettben a dobogós 3. helyen végzett.

### Formula–E
2015 decemberében jelentették be, hogy Rowland fogja helyettesíteni Nick Heidfeld-et Punta del Este-ben. a 2016–17-es szezon folyamán a Renault e.dams csapat tesztpilótája volt. Később a 2018–19-es szezonra visszatért a kategóriába a Nissan e.dams csapatával mivel az eredeti jelölt Alexander Albon a Formula–1-be távozott.

### Le Mansi-24 órás verseny
2018-ban indult a Le Mans-i 24 órás versenyen az LMP1-es kategóriában a CEFC TRSM Racing csapatával. A versenyt nem tudta befejezni elektronikai problémák miatt, 317 kör megtétele után.

## Eredményei

### Teljes Formula Renault 3.5 Series eredménylistája
(Félkövér: pole-pozíció, dőlt: leggyorsabb kör, a színkódokról részletes információ itt található)
| Év   | Csapat             | 1       | 2        | 3       | 4       | 5       | 6        | 7       | 8        | 9       | 10      | 11       | 12      | 13       | 14       | 15      | 16      | 17      | Helyezés | Pont |
| ---- | ------------------ | ------- | -------- | ------- | ------- | ------- | -------- | ------- | -------- | ------- | ------- | -------- | ------- | -------- | -------- | ------- | ------- | ------- | -------- | ---- |
| 2014 | Fortec Motorsports | MNZ 1 6 | MNZ 2 10 | ALC 1 3 | ALC 2 1 | MON 1 5 | SPA 1 Ki | SPA 2 3 | MSC 1 Ki | MSC 2 5 | NÜR 1 4 | NÜR 2 Ki | HUN 1 3 | HUN 2 4  | LEC 1 13 | LEC 2 3 | JER 1 2 | JER 2 1 | 4.       | 181  |
| 2015 | Fortec Motorsports | ALC 1   | ALC 2 3  | MON 1 6 | SPA 1 5 | SPA 2 1 | HUN 1 3  | HUN 2 1 | RBR 1    | RBR 2   | SIL 1 2 | SIL 2 1  | NÜR 1   | NÜR 2 10 | BUG 1    | BUG 2 8 | JER 1   | JER 2   | 1.       | 307  |

### Teljes GP2-es eredménylistája
(Félkövér: pole-pozíció, dőlt: leggyorsabb kör, a színkódokról részletes információ itt található)
| Év   | Csapat            | 1          | 2         | 3         | 4         | 5         | 6           | 7         | 8         | 9          | 10        | 11         | 12        | 13         | 14         | 15         | 16        | 17        | 18        | 19         | 20         | 21         | 22         | Helyezés | Pont |
| ---- | ----------------- | ---------- | --------- | --------- | --------- | --------- | ----------- | --------- | --------- | ---------- | --------- | ---------- | --------- | ---------- | ---------- | ---------- | --------- | --------- | --------- | ---------- | ---------- | ---------- | ---------- | -------- | ---- |
| 2015 | MP Motorsport     | BHR FEA    | BHR SPR   | ESP FEA   | ESP SPR   | MON FEA   | MON SPR     | AUT FEA   | AUT SPR   | GBR FEA 10 | GBR SPR 7 | HUN FEA    | HUN SPR   | BEL FEA Hn | BEL SPR Ki | ITA FEA    | ITA SPR   | RUS FEA   | RUS SPR   |            |            |            |            | 21.      | 3    |
| 2015 | Status Grand Prix |            |           |           |           |           |             |           |           |            |           |            |           |            |            |            |           |           |           | BHR FEA 22 | BHR SPR Ki | ABU FEA 15 | ABU SPR T  | 21.      | 3    |
| 2016 | MP Motorsport     | ESP FEA 10 | ESP SPR 6 | MON FEA 3 | MON SPR 7 | EUR FEA 4 | EUR SPR 15† | AUT FEA 6 | AUT SPR 2 | GBR FEA 3  | GBR SPR 3 | HUN FEA 11 | HUN SPR 6 | GER FEA 5  | GER SPR 5  | BEL FEA 10 | BEL SPR 6 | ITA FEA 9 | ITA SPR 9 | MAL FEA 12 | MAL SPR 8  | UAE FEA Ki | UAE SPR 11 | 9.       | 107  |

† A versenyt nem fejezte be, de helyezését értékelték, mert a versenytáv több, mint 90%-át teljesítette.

### Teljes FIA Formula–2-es eredménysorozata
(Táblázat értelmezése)

(Félkövér: pole-pozícióból indult; dőlt: leggyorsabb kört futott) 

| Év   | Csapat | 1         | 2         | 3         | 4         | 5         | 6         | 7         | 8          | 9         | 10        | 11        | 12         | 13        | 14        | 15          | 16        | 17         | 18         | 19        | 20        | 21          | 22        | Helyezés | Pont |
| ---- | ------ | --------- | --------- | --------- | --------- | --------- | --------- | --------- | ---------- | --------- | --------- | --------- | ---------- | --------- | --------- | ----------- | --------- | ---------- | ---------- | --------- | --------- | ----------- | --------- | -------- | ---- |
| 2017 | DAMS   | BHR FEA 5 | BHR SPR 3 | ESP FEA 3 | ESP SPR 2 | MON FEA 1 | MON SPR 9 | AZE FEA 7 | AZE SPR Ki | AUT FEA 4 | AUT SPR 3 | GBR FEA 3 | GBR SPR 17 | HUN FEA 1 | HUN SPR 2 | BEL FEA Kiz | BEL SPR 8 | ITA FEA Ki | ITA SPR 11 | JER FEA 2 | JER SPR 3 | UAE FEA Kiz | UAE FEA 7 | 3.       | 191  |

† A versenyt nem fejezte be, de helyezését értékelték, mert a versenytáv több, mint 90%-át teljesítette.

### Teljes Formula–E eredménylistája
(Táblázat értelmezése)

(Félkövér: pole-pozícióból indult; dőlt: leggyorsabb kört futott) 

| Év      | Csapat                | 1      | 2      | 3       | 4       | 5       | 6      | 7      | 8       | 9      | 10     | 11     | 12      | 13     | 14     | 15     | 16     | Helyezés | Pont |
| ------- | --------------------- | ------ | ------ | ------- | ------- | ------- | ------ | ------ | ------- | ------ | ------ | ------ | ------- | ------ | ------ | ------ | ------ | -------- | ---- |
| 2015–16 | Mahindra Racing       | BEI    | PUT    | PDE 13  | BUE     | MEX     | LBH    | PAR    | BER     | LON    | LON    |        |         |        |        |        |        | 21.      | 0    |
| 2018–19 | Nissan e.dams         | ADR 7  | MAR 15 | SAN Ki  | MEX 20† | HKG Ki  | SNY 2  | ROM 6  | PAR 12  | MON 2  | BER 8  | BRN Ki | NYC 14  | NYC 6  |        |        |        | 10.      | 71   |
| 2019–20 | Nissan e.dams         | ADR 4  | ADR 5  | SAN 17† | MEX 7   | MAR 9   | BER 14 | BER 7  | BER 6   | BER 5  | BER 1  | BER Ki |         |        |        |        |        | 5.       | 83   |
| 2020–21 | Nissan e.dams         | DIR 6  | DIR 7  | ROM 12  | ROM 16  | VAL Kiz | VAL 4  | MON 6  | PUE Kiz | PUE 3  | NYC 7  | NYC 19 | LON Kiz | LON 18 | BER 13 | BER 2  |        | 14.      | 77   |
| 2021–22 | Mahindra Racing       | DIR Ki | DIR 8  | MEX 16  | ROM Ki  | ROM Ki  | MON Ki | BER 11 | BER 7   | JAK Ki | MAR 10 | NYC 13 | NYC 14  | LON Ki | LON Ki | SEO 2  | SEO Ki | 14.      | 32   |
| 2022–23 | Mahindra Racing       | MEX 13 | DRH 19 | DRH Ki  | HAI 6   | FOK Vi  | SAP 15 | BER 10 | BER 14  | MCO Ki | JAK    | JAK    | POR     | ROM    | ROM    | LON    | LON    | 21.      | 9    |
| 2023–24 | Nissan Formula E Team | MEX 11 | DIR 13 | DIR 3   | SAP 3   | TOK 2   | MIS 1  | MIS Ki | MON 6   | BER 3  | BER 3  | SHA 4  | SHA 10  | POR Vi | POR Vi | LON 15 | LON 1  | 4.       | 156  |
| 2024–25 | Nissan Formula E Team | SAP 14 | MEX 1  | JED 2   | JED 1   | MIA 10  | MON 1  | MON 2  | TOK 2   | TOK 1  | SHA 5  | SHA 13 | JAK 10  | BER Ki | BER 4  | LON    | LON    | 1.*      | 184* |

* A szezon jelenleg is zajlik.
† A versenyt nem fejezte be, de helyezését értékelték, mert a versenytáv több, mint 90%-át teljesítette.

### Le Mans-i 24 órás autóverseny
| Év   | Csapat           | Csapattárs                 | Autó                         | Kategória | Kör | Összetett Helyezés | Kategória Helyezés |
| ---- | ---------------- | -------------------------- | ---------------------------- | --------- | --- | ------------------ | ------------------ |
| 2018 | CEFC TRSM Racing | Alex Brundle Oliver Turvey | Ginetta G60-LT-P1-Mecachrome | LMP1      | 137 | Kiesett            | Kiesett            |

## Fordítás
- Ez a szócikk részben vagy egészben  az   Oliver Rowland című angol Wikipédia-szócikk fordításán alapul.  Az eredeti cikk szerkesztőit annak laptörténete sorolja fel. Ez a jelzés csupán a megfogalmazás eredetét és a szerzői jogokat jelzi, nem szolgál a cikkben szereplő információk forrásmegjelöléseként.